# گمینا مستوو
گمینا مستوو (به لهستانی:  Gmina Mstów) یک گمینا در لهستان است که در شهرستان چنستوخووا واقع شده‌است. گمینا مستوو ۱۱۹٫۸۴ کیلومتر مربع مساحت و ۱۰٬۱۸۹ نفر جمعیت دارد.

## خواهرخوانده
شهر Otricoli خواهرخواندهٔ گمینا مستوو هست.